# Mariza
Mariza, nombre artístico de Marisa dos Reis Nunes (Lourenço Marques, Mozambique Portugués, 16 de diciembre de 1973) es una cantante portuguesa de fado, una de las más populares de Portugal y una de las artistas lusas con mayor proyección internacional.

## Biografía
De padre portugués y madre mozambiqueña, Mariza nació en la freguesia de Nossa Senhora da Conceição en la antigua Lourenço Marques (en la actualidad Maputo), en aquella época capital de la provincia portuguesa de Mozambique y creció en el barrio lisboeta de la Mouraria, cuna del fado. Creció oyendo esta música en los diferentes locales lisboetas; cuando creció sus intereses musicales se ampliaron hacia el góspel, el r&b y la música brasileña. 
Empezó a ser reconocida en 1999 a raíz de la muerte de la fadista más grande de la historia, Amália Rodrigues, en cuyos homenajes póstumos Mariza participó. Publicó su primer álbum en 2001, Fado em mim, que llegó al cuádruple platino en Portugal. Le siguió Fado curvo en 2003 que la asentó como artista y que le dio el éxito internacional. En 2005 publicó el álbum: Transparente. En noviembre de 2005, este álbum se publica en España con dos versiones en castellano: Hay una música del pueblo (junto al cantaor José Mercé) y Mi fado mío. En 2006 se editó su DVD grabado en directo Concerto em Lisboa.
En 2007 participó en la película Fados del director español Carlos Saura, en la que interpreta el fado Meu fado meu junto al cantaor flamenco Miguel Poveda y Ó gente da minha terra, incluidas en la banda sonora original de la película. Al hilo del estreno de la película realizó una gira de conciertos por diversos escenarios de España junto a Carlos do Carmo y Camané desde noviembre de 2007 y hasta el verano de 2008.
En 2008 se editó en España una caja que recoge sus tres primeros discos y el DVD Concerto em Lisboa, además de un extra que incluye un documental sobre Mariza y el fado. Además en junio de 2008 EMI Music editó el disco de temas inéditos Terra, producido por Javier Limón, y con dúos en dos temas junto a Tito Paris y Concha Buika..
El 29 de noviembre de 2010 se puso a la venta un nuevo álbum con el título Fado Tradicional. Es un trabajo que supone un retorno a sus orígenes fadistas, después de las exitosas mezclas con las que había experimentado, especialmente en Terra. Grabado en Lisboa, consta de doce temas y dos más en una edición especial.
En 2014 salió a la venta el recopilatorio Best of en el que aparecen cuatro bonus tracks, incluyendo algunas colaboraciones como “Meu Fado Meu” con Miguel Poveda, “Hay una música del pueblo” con José Mercé y “Pequeñas verdades” con Concha Buika.
El 24 de mayo de 2014 interpretó el himno de la UEFA Champions League en el Estadio da Luz de Lisboa en la apertura de la Final de la Liga de Campeones de la UEFA 2013-14 que  enfrentó al Real Madrid y al Atlético de Madrid. En 2015 publicó su álbum Mundo, en el que en la versión española canta junto a Sergio Dalma "Alma".
Mariza actuó junto a la cantante portuguesa de fado Ana Moura como parte de los actos de apertura e intermedio del Festival de Eurovisión 2018.

## Discografía
- 2001: Fado em mim
- 2003: Fado curvo
- 2005: Transparente
- 2006: Concerto em Lisboa CD
- 2008: Terra
- 2010: Fado tradicional
- 2014: Best Of (Mariza)
- 2015: Mundo
- 2018: Mariza
- 2020: Mariza canta Amália

## Premios y reconocimientos
- En 2001 recibió el First Award for Most Outstanding Performance at the Quebec Summer Festival.[4]
- En 2014 recibió el Premio a la artista del año en la feria musical Womex.[5]
- En 2018 recibió el Premio Luso-Español de Arte y Cultura, otorgado por los ministerios de Cultura de España y Portugal en consideración a "su trabajo en favor del fomento de las relaciones" entre ambos países.[6]